# 徳南線
徳南線（トンナムせん）は、朝鮮民主主義人民共和国平安南道徳川市にある南徳川駅から徳南駅までを結ぶ鉄道路線である。

## 歴史
- 1983年8月16日 - 開業[1]。
- 1986年3月19日 - 電化工事完成[1]。

## 路線データ
- 路線距離：南徳川 - 徳南間1.6 km
- 駅数：2（両端駅を含む）
- 軌間：1435 mm
- 電化区間：全線（直流3000 V）
- 複線区間：なし

## 駅一覧
- 駅所在地は全線平安南道徳川市内。

| 駅名     | 駅名     | 駅名        | 駅間キロ (km) | 累計キロ (km) | 接続路線             |
| 日本語   | 朝鮮語   | 英語        | 駅間キロ (km) | 累計キロ (km) | 接続路線             |
| -------- | -------- | ----------- | ------------- | ------------- | -------------------- |
| 南徳川駅 | 남덕천역 | Namdŏkch'ŏn | 0.0           | 0.0           | 北朝鮮鉄道省：平徳線 |
| 徳南駅   | 덕남역   | Tŏngnam     | 1.6           | 1.6           |                      |

## 参考資料
- 国分隼人『将軍様の鉄道 北朝鮮鉄道事情』新潮社、2008年。ISBN 9784103037316。